# Yasser Al-Mosailem
Yasser Abdullah Al-Mosailem (arabiska: ياسر المسيليم), född 27 februari 1984 i al-Hasa, är en saudisk fotbollsmålvakt som spelar för Al-Ahli i Saudi Professional League. Han representerar även Saudiarabiens fotbollslandslag.